# Joachim Braun (Journalist, 1965)
Joachim Braun (* 27. Dezember 1965 in Lüneburg) ist ein deutscher Journalist. Von März 2011 bis Januar 2016 war er Chefredakteur des Nordbayerischen Kuriers in Bayreuth, danach bis April 2018 Chefredakteur der Frankfurter Neuen Presse. Im November 2018 trat er eine Stelle als Chefredakteur bei der in Leer erscheinenden Ostfriesen-Zeitung an. Für September 2023 war sein Wechsel in die Chefredaktion des schweizerischen Medienhauses Somedia in Chur angekündigt.

## Leben
Nach dem Abitur 1984 am Gabriel-von-Seidl-Gymnasium Bad Tölz arbeitete Joachim Braun mit Unterbrechungen 27 Jahre lang für den Zeitungsverlag Oberbayern, der die Heimatausgaben des Münchner Merkurs herausgibt. Nach dem Volontariat beim Tölzer Kurier und einem eineinhalbjährigen Intermezzo beim Rundschau-Verlag in Penzberg wechselte er 1989 zum Isar-Loisachboten nach Wolfratshausen. Dort arbeitete er als stellvertretender Redaktionsleiter, bis er 1997 als Redaktionsleiter zum Tölzer Kurier zurückging.
Von dort wechselte er 2011 als Chefredakteur zum Nordbayerischen Kurier sowie zum Ring Nordbayerischer Tageszeitungen (RNT) nach Bayreuth und „krempelte“ die Zeitung komplett um. So wurde die Vereinsberichterstattung seit Oktober 2011 in eine wöchentliche Beilage Mein Verein ausgelagert. Für die verlorene Oberbürgermeister-Wahl des Jahres 2012 machte die Bayreuther CSU vor allem Braun verantwortlich.
Braun war von 2004 bis 2008 Mitglied des Projektteams Lokaljournalisten der Bundeszentrale für politische Bildung (bpb).
Seit 2009 ist Braun Dozent für Investigative Recherche im Lokaljournalismus am MAZ in Luzern (Schweiz). Er war 2010 Dozent an der Fachhochschule Benediktbeuern und leitete 2010 und 2011 im Auftrag des Internationalen Bildungs- und Begegnungswerks Dortmund Lokaljournalistenseminare in Minsk und Brest in Belarus.
1995 und 2008 wurde Joachim Braun mit je einem Sonderpreis beim Deutschen Lokaljournalistenpreis der Konrad-Adenauer-Stiftung ausgezeichnet: für sein Buch Ende und Neubeginn über die NS-Zeit in Wolfratshausen und für die Recherchen in der sogenannten DTK-Affäre über die missglückte Konversion der ehemaligen Bad Tölzer Flint-Kaserne, bei der der CSU-geführte Landkreis Bad Tölz-Wolfratshausen 15 Millionen Euro in den Sand setzte, wie der Bayerische Kommunale Prüfungsverband später ermittelte.
Eine 70-köpfige Jury der Fachzeitschrift Medium Magazin zeichnete Braun im Januar 2013 als „Chefredakteur (Regionales) des Jahres“ aus.